# Station Agen
Station Agen is een spoorwegstation in de Franse gemeente Agen.